# Магнолин
Магнолин — алкалоид изохинолинового ряда. Выделен в 1938 г. из листьев магнолии буроватой (Magnolia fuscata Andr.), в которых содержится в количестве 1,4-2,1%. По этому растению и получил своё название.
Представляет собой бесцветный мелкокристаллический порошок, малорастворимый в хлороформе, этаноле, ацетоне, нерастворимый в диэтиловом эфире, бензоле, петролейном эфире. Образует пикрат и пикролонат.